# Jeleśnia (gmina)
Jeleśnia – gmina wiejska w województwie śląskim, w powiecie żywieckim. W latach 1975–1998 gmina położona była w województwie bielskim.
W jej skład wchodzi 9 wsi:
- Jeleśnia – siedziba gminy
- Korbielów
- Krzyżowa
- Krzyżówki
- Mutne
- Pewel Wielka
- Przyborów
- Sopotnia Mała
- Sopotnia Wielka

Według danych z 30 czerwca 2004 gminę zamieszkiwało 13 488 osób. Natomiast według danych z 31 grudnia 2017 roku gminę zamieszkiwało 13 353 osób.
| Sołectwo        | Populacja | SIMC    |
| --------------- | --------- | ------- |
| Jeleśnia        | 4098      | 0055372 |
| Sopotnia Wielka | 2000      | 0056153 |
| Przyborów       | 1793      | 0057922 |
| Pewel Wielka    | 1548      | 0055774 |
| Krzyżowa        | 1400      | 0055580 |
| Sopotnia Mała   | 1251      | 0056006 |
| Korbielów       | 1191      | 0055521 |
| Mutne           | 457       | 0055691 |
| Krzyżówki       | 269       | 0055627 |

## Historia
Gmina zbiorowa Jeleśnia została utworzona 1 sierpnia 1934 w powiecie żywieckim w woj. krakowskim z dotychczasowych jednostkowych gmin wiejskich: Jeleśnia, Korbielów, Krzyżowa, Mutne, Przyborów, Pewel Wielka, Sopotnia Mała i Sopotnia Wielka.
W 1939 roku do gminy wcielono anektowany w 1938 roku niezamieszkany fragment czechosłowackiej wsi Półgóra (dolina Jałowca od przełęczy Głuchaczki do przełęczy Jałowieckiej z uroczyskiem Jałowiec i południowym stokiem Mędralowej aż po łożysko potoku Półgórzanka)).
W czasie II wojny światowej włączona do III Rzeszy (Kreis Saybusch). 30 listopada 1940 okupant do gminy Jeleśnia przyłączył Hucisko z gminy Ślemień oraz Koszarawę z gminy Stryszawa.
Po wojnie powrócono do stanu sprzed wojny. Według stanu z dnia 1 lipca 1952 roku gmina składała się z 8 gromad: Jeleśnia, Korbielów, Krzyżowa, Mutne, Przyborów, Pewel Wielka, Sopotnia Mała i Sopotnia Wielka. Gmina została zniesiona 29 września 1954 roku wraz z reformą wprowadzającą gromady w miejsce gmin, a jej obszar podzielono na gromady:
- Jeleśnia (Jeleśnia, Mutne),
- Krzyżowa (Korbielów, Krzyżowa),
- Pewel Wielka (Pewel Wielka),
- Przyborów (Przyborów),
- Sopotnia Mała (Sopotnia Mała),
- Sopotnia Wielka (Sopotnia Wielka).

Gminę Jeleśnia  reaktywowano 1 stycznia 1973 roku w powiecie nowosądeckim w woj. krakowskim o nieco zmniejszonym obszarze (Przyborów włączono do nowej gminy Koszarawa); wydorębniono też nowe sołectwo Krzyżówki z Krzyżowej.
1 czerwca 1975 gmina znalazła się w nowo utworzonym woj. bielskim.

## Powierzchnia
Według danych z roku 2002 gmina Jeleśnia ma obszar 170,51 km², w tym:
- użytki rolne: 35%
- użytki leśne: 54%

Gmina stanowi 16,4% powierzchni powiatu.
Gmina Jeleśnia jest największą pod względem powierzchni gminą wiejską w województwie śląskim.

## Ludność

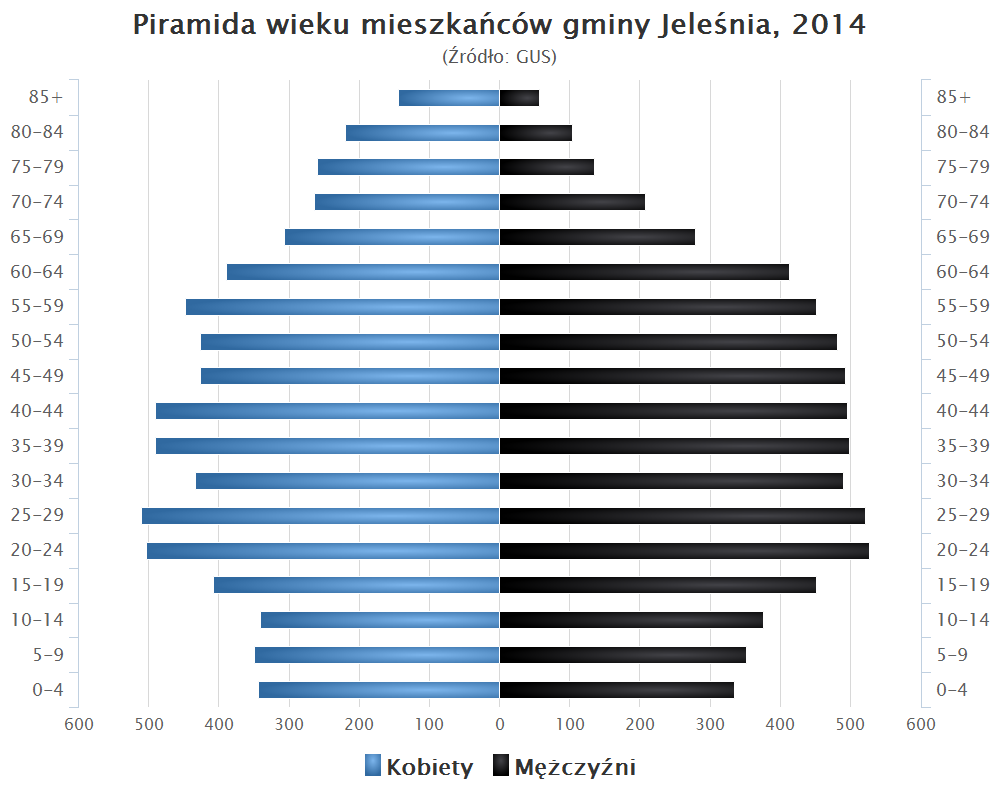
Piramida wieku mieszkańców gminy Jeleśnia w 2014 roku

Dane z 30 czerwca 2004:
| Opis                              | Ogółem | Ogółem | Kobiety | Kobiety | Mężczyźni | Mężczyźni |
| --------------------------------- | ------ | ------ | ------- | ------- | --------- | --------- |
| jednostka                         | osób   | %      | osób    | %       | osób      | %         |
| populacja                         | 13 488 | 100    | 6801    | 50,4    | 6687      | 49,6      |
| gęstość zaludnienia (mieszk./km²) | 79,1   | 79,1   | 39,9    | 39,9    | 39,2      | 39,2      |

Liczba ludności w latach 2002–2021
| miejscowość     | 31 grudnia 2002 | 31 grudnia 2004 | 31 grudnia 2006 | 31 grudnia 2012 | 31 grudnia 2013 | 31 grudnia 2019 | 31 grudnia 2021 | 31 grudnia 2022 | Zmiana liczby ludności w latach 2002–2022 [%] |
| --------------- | --------------- | --------------- | --------------- | --------------- | --------------- | --------------- | --------------- | --------------- | --------------------------------------------- |
| Jeleśnia        | 4054            | 4116            | 4091            | 4066            | 4053            | 3974            | 3887            | 3880            | -4,3 [7]                                      |
| Przyborów       | 1829            | 1811            | 1794            | 1789            | 1791            | 1724            | 1723            | 1701            | -7,0 [4]                                      |
| Sopotnia Wielka | 1670            | 1664            | 1666            | 1679            | 1677            | 1670            | 1649            | 1643            | -1,6 [9]                                      |
| Pewel Wielka    | 1613            | 1574            | 1553            | 1515            | 1522            | 1499            | 1463            | 1463            | -9,3 [2]                                      |
| Krzyżowa        | 1407            | 1417            | 1447            | 1440            | 1441            | 1382            | 1352            | 1346            | -4,6 [6]                                      |
| Sopotnia Mała   | 1260            | 1267            | 1252            | 1226            | 1218            | 1222            | 1175            | 1155            | -8,3 [3]                                      |
| Korbielów       | 1205            | 1189            | 1190            | 1127            | 1131            | 1100            | 1087            | 1054            | -12,5 [1]                                     |
| Mutne           | 457             | 453             | 452             | 462             | 461             | 449             | 446             | 447             | -2,2 [8]                                      |
| Krzyżówki       | 275             | 270             | 271             | 275             | 269             | 260             | 256             | 260             | -5,5 [5]                                      |
| Ogółem          | 13770           | 13761           | 13716           | 13579           | 13563           | 13280           | 13038           | 12949           | -6,0                                          |

## Instytucje oświatowe

### Szkoły
- Zespół Szkół nr 1 w Jeleśni
- Zespół Szkół nr 2 w Jeleśni
- Zespół Szkół nr 3 w Krzyżowej
- Zespół Szkół nr 4 w Sopotni Wielkiej
- Zespół Szkół nr 5 w Korbielowie
- Zespół Szkół nr 6 w Sopotni Małej
- Zespół Szkół nr 7 w Przyborowie
- Zespół Szkolno-Przedszkolny w Pewli Wielkiej
- Szkoła Podstawowa nr 1 w Pewli Wielkiej
- Szkoła Podstawowa w Mutnem

### Przedszkola
- Przedszkole nr 1 w Jeleśni
- Przedszkole nr 2 w Jeleśni
- Przedszkole w Krzyżowej
- Przedszkole w Korbielowie
- Przedszkole w Przyborowie
- Przedszkole w Sopotni Małej
- Przedszkole w Sopotni Wielkiej

### Biblioteki
- Gminna Biblioteka Publiczna w Jeleśni z filiami w: Korbielowie, Krzyżowej, Sopotni Wielkiej, Sopotni Małej, Mutnem, Peweli Wielkiej, Przyborowie

## Parafie rzymskokatolickie
- Parafia Niepokalanego Serca Najświętszej Maryi Panny w Krzyżowej
- Parafia św. Wojciecha w Jeleśni
- Parafia Najświętszej Maryi Panny Królowej Aniołów w Korbielowie
- Parafia św. Jadwigi Królowej w Przyborowie
- Parafia św. Jana Chrzciciela w Sopotni Małej
- Parafia Matki Bożej Nieustającej Pomocy w Sopotni Wielkiej
- Parafia Świętego Maksymiliana Kolbego w Pewli Wielkiej

## Sąsiednie gminy
Koszarawa, Radziechowy-Wieprz, Stryszawa, Ślemień, Świnna, Ujsoły, Węgierska Górka, Zawoja